# 千代志別
千代志別（ちよしべつ）は北海道石狩市浜益区にある地名。
断崖絶壁に挟まれており、北に接する雄冬、南に接する床丹ともに海岸を徒歩で往来することが不可能な隔絶の地であったが、現在は国道231号の開通により車両での通行が容易となっている。

## 地名の由来
アイヌ語のチセソシベ（家の跡のあるところ）に由来する。
かつて当地には、出稼ぎに来た者の家の跡があったという。

## 歴史

### 明治時代
1882年（明治15年）、千代志別は北の雄冬、南の床丹・幌・群別と合わせて群別村を構成する一部となっていた。
1896年（明治29年）に茂生警察分署が執り行った調査によると、千代志別に本籍を置く者は9戸44名、寄留者は15戸70名であった。
1902年（明治35年）2月、北海道二級町村制の施行により、群別村が茂生村と合併して浜益村となる。

### 昭和時代以降
1931年（昭和6年）に当地で生まれた山口昭の回想によると、少年時代の千代志別は山口家が手広く事業を手掛けていたため、熱気にあふれていたという。昭の祖父が千代志別川の上流で採掘していた金鉱はすでに休止していたが、中流域には製材工場などが設けられ、盛んに活動していた。
しかし21世紀になるころの千代志別はすっかり寂れてしまい、学校もなく、十数戸が海岸近くに散在する程度になっていた。

## ギャラリー

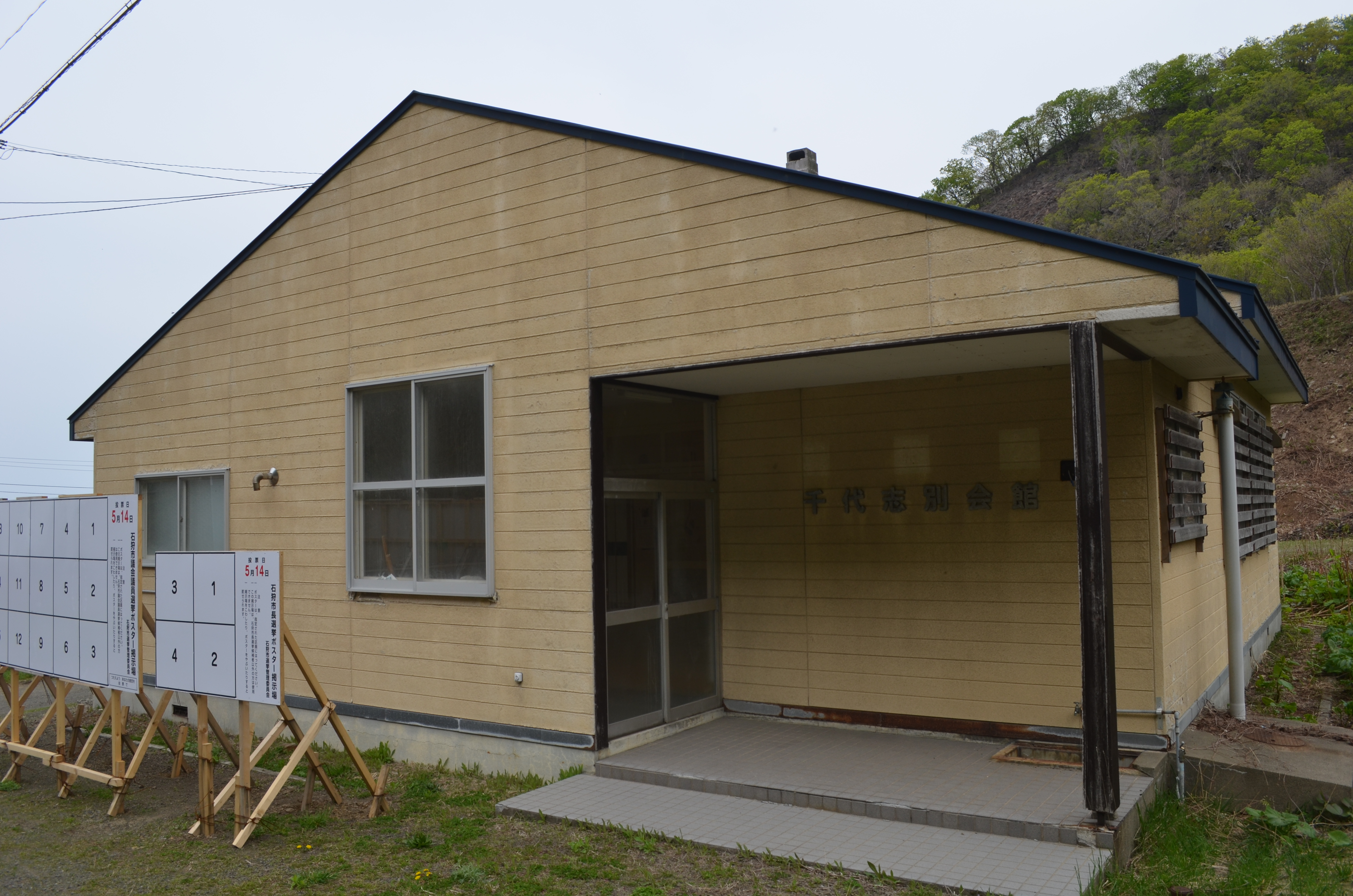
千代志別会館
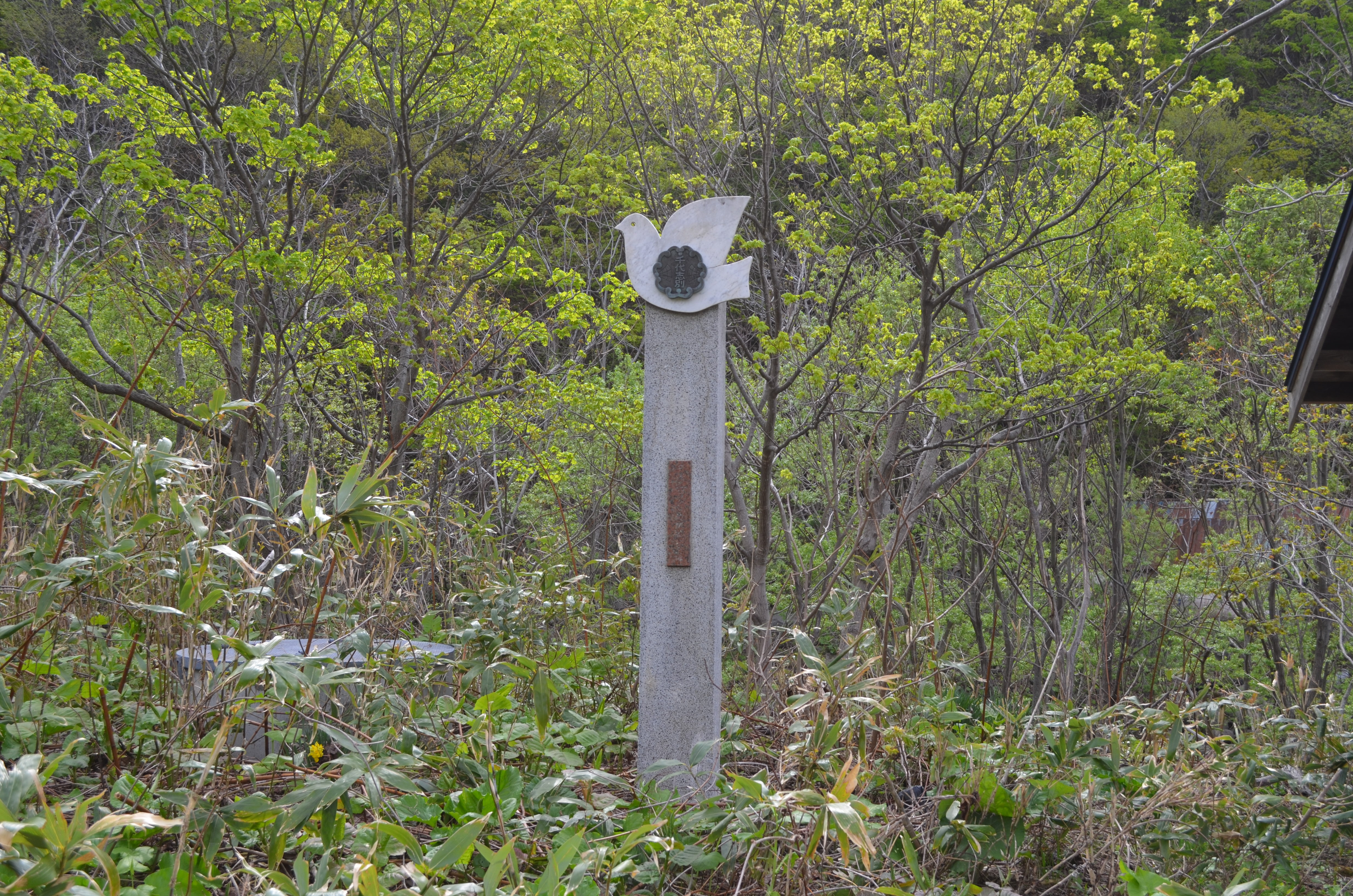
千代志別小学校 閉校記念碑
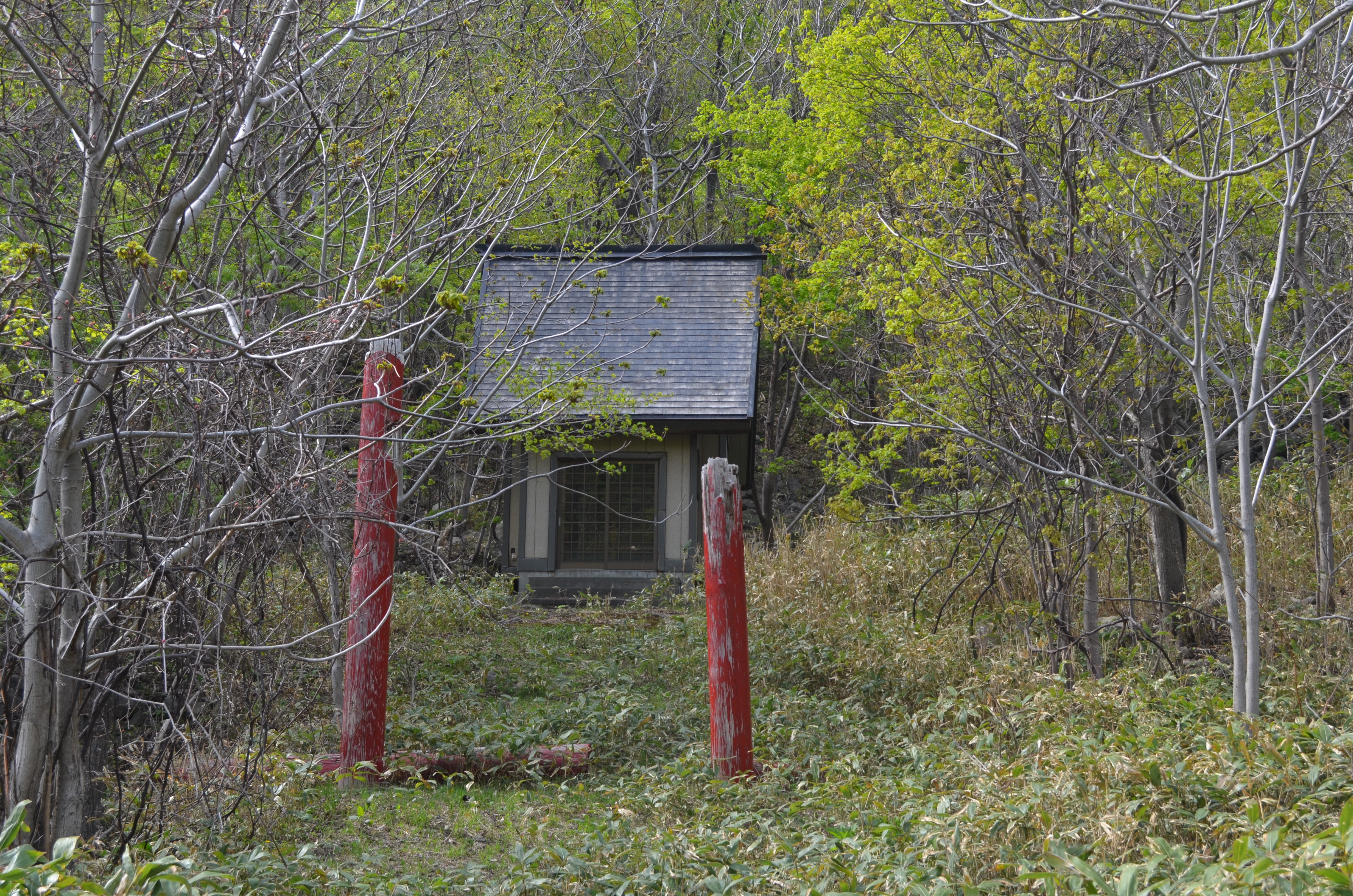
千代志別神社。鳥居は崩壊している。